# 1 Park Lane
1 Park Lane (auch unter der Straßenadresse 36 Central Park South bekannt) war ein geplanter Super-Wolkenkratzer in New York City, der Ende 2013 erstmals der Öffentlichkeit vorgestellt wurde. Er sollte an Stelle des 1971 erbauten Luxushotels Park Lane Hotel errichtet werden. Der Bau wurde genehmigt, jedoch nicht ausgeführt.

## Beschreibung
1 Park Lane war ein Entwicklungsprojekt der Witkoff Group, welche mehrere Hochhäuser in New York besitzt. Geplant war, das von Emery Roth & Sons entworfene Park Lane Hotel nahe dem Central Park durch einen Wohnturm zu ersetzen, wobei die charakteristische Fassade des Hotels in den unteren Ebenen erhalten bleiben soll.
Ende Mai 2015 wurde bekannt, dass ein Super-Wolkenkratzer an 36 Central Park South ab 2016 errichtet werden sollte. Der neue Turm sollte über 369 Meter hoch werden und etwa 80 Etagen besitzen. Damit wäre 1 Park Lane eines der höchsten Wohntürme der Stadt und der Vereinigten Staaten gewesen. Das Gebäude befindet sich in unmittelbarer Nähe zur 57th Street, welche einen Bauboom an Super-Wolkenkratzern erlebte. Unter anderem befinden sich an der auch Billionaires’ Row genannten Straße „Monolithen“ wie das One57 (306 Meter), 217 West 57th Street (472 Meter), 432 Park Avenue (426 Meter), 111 West 57th Street (436 Meter) und das 220 Central Park South (290 Meter).
Als Architekt wurde das Büro von Handel Architects auserwählt. Insgesamt sollen 88 Wohnungseinheiten errichtet werden.
Bevor mit dem Bau des Turmes sollte ein Großteil des alten Hotels abgerissen werden. Dies war zunächst für Anfang 2016 vorhergesehen. Bis 2025 wurden keine Bauarbeiten vorgenommen. Stattdessen wurden 2017 laut New York Times seitens der Witkoff Group Versuche unternommen, das Gebäude wieder zu veräußern, da ein Großteil der Finanzierung aufgrund der Insolvenz des 1MDB-Fonds und der verbundenen Ermittlungen gegen den Investor Jho Low weggefallen sei.
Im August 2023 kaufte die Qatar Investment Authority das Park Lane Hotel von Witkoff für 623 Millionen US-Dollar. Das Luxushotel befindet sich mit Stand 2025 im normalen Hotelbetrieb.